# Грешница (филм)
Вижте пояснителната страница за други значения на Грешница.
„Грешница“ е български телевизионен игрален филм (любовна драма) от 2005 година, по сценарий и режисура на Йордан Йорданов. Оператор Румен Василев, музика Петко Манчев, а художник Христо Христов. 
По едноименния разказ на Йордан Йовков.

## Сюжет
В село, някъде в България, в началото на миналия век живее Славена с мъжа си, детето, свекъра и свекърва си.
Младата жена е влюбена в циганина Билял. Тя се опитва да превъзмогне любовта си, но не може и тръгва след циганския катун ...

## Актьорски състав
| Роля     | Изпълнител            |
| -------- | --------------------- |
| Славена  | Евгения Радилова      |
| Билял    | Явор Веселинов        |
| Бърни    | Светослав Добрев      |
| старецът | Велико Стоянов        |
| бабата   | Елена Райнова         |
| детето   | Марк Попов            |
|          | Борислава Костадинова |
|          | Неделчо Стойчев       |
|          | Любомир Попов         |
|          | Иван Хаджиянев        |
|          | Светослав Котленко    |
|          | Иван Андреев          |
|          | Богдана Вульпе        |
|          | Свежен Младенов       |
|          | Методи Атанасов       |
|          | Валери Сегменски      |
|          | Наум Шопов            |